# Holé vrchy
Holé vrchy jsou přírodní rezervace v okolí stejnojmenné kóty 466,1 m n. m. v Adamovské vrchovině, v katastrálním území obce Lelekovice v okrese Brno-venkov. Důvodem ochrany jsou přírodě blízká lesní společenstva na podloží hornin brněnského masívu, převážně granodioritů s výskytem vzácných teplomilných a kalcifilních druhů rostlin v bylinném patře.